# Philippe d’Alcripe
Philippe d’Alcripe (geboren 1530 oder 1531 in Lyons-la-Forêt in der Normandie; gestorben 1581) war ein französischer Benediktinermönch und Autor von La nouvelle fabrique des excellents traicts de vérité („Die neue Fabrik ausgezeichneter Skizzen der Wahrheit“), einer Sammlung von 99 derb-komischen Erzählungen in der Tradition von Rabelais. Der Autorenname ist ein Anagramm von Philippe Le Picard, dem Geburtsnamen des Autors. Über dessen Leben ist wenig bekannt, er erhielt eine Erziehung als Mönch und verbrachte sein Erwachsenenleben als einer von ungefähr 20 Mönchen in der Abtei der Zisterzienserabtei Mortemer bei Lisors im heutigen Département Eure. In seinen letzten Jahren litt er unter einer Lähmung.

## La nouvelle fabrique des excellents traicts de vérité
Die erste bekannte Ausgabe stammt von 1579, zwei Jahre vor dem Tod des Autors. Die 99 Erzählungen – vielleicht in Anlehnung, vielleicht in Parodie von Sammlungen mit jeweils 100 Geschichten wie dem Decamerone oder den Cent nouvelles nouvelles – sind derb-groteske komische Erzählungen, die dem ironischen Titel entsprechend Wahrheit und Wahrscheinlichkeit ignorieren und nur unterhalten wollen. Der Humor scheut nicht das Skatologische, so friert eine im Winter auf einem Teich pinkelnde Bäuerin an ihrem Urinstrahl fest, eine unter Verstopfung leidende Frau muss aus Angst vor der Klistierspritze furzen und besudelt dabei den Apotheker und ein Beutelschneider schneidet anstelle des Geldbeutels versehentlich den Hodensack seines Opfers ab. Auch die in den Schwankerzählungen der Zeit verbreitete Misogynie hat ihren Platz und abgerundet werden die Geschichten öfters mit einer entsprechenden Moral, zum Beispiel: „Wären die Weiber so stark wie ihr Wille, voll von Gewalt wäre die Welt.“

## Ausgaben
- Philippe d’Alcripe: La nouvelle fabrique des excellents traicts de vérité. Kritische Ausgabe von Françoise Joukovsky. Droz, Genf 1983.
- Gabriel-André Pérouse: Nouvelles françaises du XVIe siecle: Images de la vie du temps. Droz, Genf 1977. Auch in: Dominique Bertrand: Poétiques du Burlesque. Champion, Paris 1998, ISBN 2-85203-880-3.
- The Tall Tale and Philippe d’Alcripe: An Analysis of the Tall Tale Genre with Particular Reference to Philippe d’Alcripe’s La nouvelle fabrique des excellents traits de vérité. Mit einer kommentierten Übersetzung von Gerald Thomas. Memorial University of Newfoundland, 1977.